# Aniela Bem-Mączewska
Aniela Bem-Mączewska (ur. 15 maja 1915 w Brześciu, zm. 14 lutego 1985 w Łodzi) – działaczka turystyki górskiej Polskiego Towarzystwa Turystyczno-Krajoznawczego (PTTK).

## Nauka i praca
Urodziła się 15 maja 1915 w Brześciu nad Bugiem, ukończyła Seminarium Nauczycielskie w Chełmie, ale wybuch wojny 1 września 1939 uniemożliwił jej podjęcie pracy w szkolnictwie. Podczas okupacji pracowała w Łodzi jako listonoszka, a po wyzwoleniu – w dziale księgowości Biura Sprzedaży Produktów Chemicznych, a potem w Zarządzie Aptek miasta Łodzi i stamtąd w 1975 przeszła na emeryturę.

## Działalność społeczna w PTTK
Do PTTK wstąpiła w 1955. Działała przede wszystkim w turystyce górskiej. W 1962 zdobyła uprawnienia Przodownika Turystyki Górskiej, a w 1975 uzyskała zaszczytny tytuł Honorowego Przodownika Turystyki Górskiej.
Przez kilka lat była sekretarzem Oddziałowej Komisji Turystyki Górskiej, była też członkiem Zarządu Oddziału PTTK w Łodzi. W latach 1958–1966 była sekretarzem rajdów "Łysogóry Wiosna" a następnie członkiem kierownictwa i obsługi innych imprez i rajdów górskich organizowanych przez ogniwa PTTK. W latach 1964–1972 pełniła funkcję Skarbnika Zarządu Okręgu PTTK w Łodzi. 

## Odznaczenia
- Złota Odznaka "Zasłużony Działacz Turystyki",
- Złota Honorowa Odznaka PTTK,
- Honorowa Odznaka Miasta Łodzi,
- Odznaka "Za zasługi dla ZW PTTK w Łodzi",
- Medal 25 -lecia Łódzkiego Oddziału PTTK i inne.

## Miejsce spoczynku
Zmarła 14 lutego 1985 w Łodzi, pochowana na Starym Cmentarzu przy ul. Ogrodowej w Łodzi.